# Chevrolet S-10 EV
Le Chevrolet S-10 EV est la version électrique en batterie rechargeable du Chevrolet S-10 vendue par Chevrolet de 1997 à 1998.

## Conception
General Motors a commencé avec un pick-up S-10 à cabine courte et à caisse courte (benne de 180 cm), avec une fintion de base et un demi-tonneau. Au lieu d'un moteur à combustion interne de quatre cylindres en ligne ou V6, le S-10 EV électrique était équipé d'un moteur à induction triphasé de 85 kilowatts (114 ch) à refroidissement par liquide, basé sur le coupé GM EV1 électrique. L'EV1 avait un moteur de 100 kW; GM a réduit le moteur du S-10EV en raison du poids supplémentaire et de la traînée du pick-up afin de ne pas surcharger les batteries.
Outre la taille réduite du moteur, la plupart des composants électroniques de puissance de l'EV1 ont été directement transférés au S-10 EV, ce qui obligeait le S-10 électrique d'utiliser une configuration à traction avant, contrairement à la configuration à traction arrière du S-10 standard et le Ford Ranger EV concurrent.

### Batteries
Semblable aux EV1 de génération 1, il y avait des options de batterie au plomb et de batterie nickel-hydrure métallique. Le Chevrolet S-10 EV de 1997 utilisait une batterie au plomb. Fabriqué par Delco Electronics, le pack de 635 kg était composé de 27 batteries, dont une désignée comme cellule "auxiliaire". Ceux-ci offraient 16,2 kilowattheures pour la propulsion. En 1998, une batterie ovonique Nickel-Metal Hybride (NiMH) était également disponible; ces batteries étaient plus légères (473 kg) et avaient un stockage combiné de 29 kilowattheures pour une plus longue autonomie. Le NiMH a également une durée de vie plus longue mais coûte plus cher que l'option plomb-acide. Le bloc de batterie était situé entre les rails du châssis, sous la benne du pick-up. Sur tous les types de batteries, un système passif de surveillance et de gestion des batteries a été utilisé; cela signifiait que l'énergie excédentaire était gaspillée par les cellules avec une charge plus élevée, tandis que le reste des cellules atteignait le même état de charge.

### Mise en charge
Le S-10 EV se recharge à l'aide du chargeur Magne, produit par la filiale de General Motors, Delco Electronics. La palette de charge inductive est le modèle J1773 ou la «grande» palette. La petite palette peut également être utilisée avec un adaptateur pour la positionner correctement. Le chargeur standard est un 220 V, 30 A (6,6 kW); il y a également un chargeur «confort» de 110 V, 15 A et une version haute puissance à charge rapide. Le port de chargement du véhicule est accessible en retournant le cadre de la plaque d'immatriculation avant vers le bas. Le système est conçu pour être sûr même lorsqu'il est utilisé sous la pluie.

## Efficacité
En fonction de la charge et des conditions de conduite, l'autonomie peut varier considérablement: Pour le modèle de 1997 avec batterie au plomb, l'autonomie en ville était de 73,2 km; l'autonomie mixte ville/autoroute était de 76 km); l'autonomie sur route était de 97 km en cas de fonctionnement constant à 72 km/h ou moins. Le temps d'accélération (0 à 80 km/h) était répertorié à 13,5 secondes (à 50 % de charge de la batterie - la littérature publiée a déclaré que le temps d'accélération était "d'encore moins" lorsque le pick-up était complètement chargé).
Comme l'EV1, la vitesse de pointe du S-10 EV était régie à 113 km/h, 16 km/h de moins que sa sœur coupé. Les performances sont bien meilleures pour l'année modèle 1998 avec la batterie nickel-hydrure métallique, avec une portée d'environ 140 km et un temps d'accélération de 10,9 secondes à 50 % de charge.
- GM S10 EV de MY 1997 avec plomb-acide : 181 Wh/km[2]
- GM S10 EV de MY 1998 avec plomb-acide : 280 Wh/km (conduite en ville) et 254 Wh/km (conduite sur autoroute, avec une vitesse maximale de 70 km/h ou moins)[3]
- GM S10 EV de MY 1998 avec NiMH : 584 Wh/km (conduite en ville) et 534 Wh/km (conduite sur autoroute, avec une vitesse maximale de 70 km/h ou moins)[3]

Remarque: les chiffres ci-dessus du GM S10 EV de 1998 avec NiMH sont apparemment faux. Cette page répertorie le S10 NiMH avec une batterie de 29 kilowattheures et une autonomie de 116 km (EPA), ce qui correspond à 250 Wh/km. Cela correspond à la version NiMH du véhicule ayant une batterie plus légère de 162 kg que le modèle au plomb.
- GM S10 EV de MY 1997 avec plomb-acide : 181 Wh/km (J1634)[4]
- GM S10 EV de MY 1998 avec NiMH : 171 Wh/km (J1634)[5]

## Mises à jour de 1998
Alors que le S-10 standard est passé à un carénage avant redessiné en 1998, le S-10 électrique a conservé le même carénage avant que le modèle de 1994 -1997, à l'exception des phares composites en 1998 par rapport aux phares à faisceau scellé de l'année précédente. L'intérieur a également été mis à jour en 1998 comme les modèles à combustion interne, ajoutant un airbag côté passager. Mis à part le panneau avant, une jupe de pare-chocs inférieure unique et un autocollant avec marqué "Electric" au bas des portes, il y a peu de différence à l'extérieur entre l'apparence d'une version électrique et d'un S-10 d'origine. Tout changement, même minime, avait une influence positive sur la réduction de la résistance aérodynamique du pick-up. Ces changements comprenaient une calandre fermée et une jupe d'air avant, des plateaux abdominaux sous la suspension avant, un joint entre la cabine et la benne du pick-up et un couvercle de coffre demi-tonneau à l'arrière de la benne du pick-up.

## Instrumentations
En interne, le groupe d'instrumentations était exclusif au S-10 électrique, et ne comportait que quatre jauges - un compteur de vitesse, une grande jauge de «charge» qui va de «E» à «F» comme une jauge de carburant, un voltmètre allant de 220 à 440 volts, et un compteur "consommation d'énergie", qui agit en quelque sorte comme un ampèremètre montrant la décharge pendant l'accélération et la charge de récupération pendant le freinage. L'écran LCD du levier de vitesses a été raccourci pour afficher uniquement Park, Neutral, Reverse et Drive, car le S-10 EV n'a pas la transmission habituelle.

## Caractéristiques supplémentaires
Bien que le S-10 EV ait été développé à partir d'une finition «de base», le S-10 électrique était toujours équipé de série de doubles coussins gonflables en 1998, une pompe à chaleur pour la climatisation et le chauffage, freins ABS à quatre roues motrices, freinage récupératif, direction assistée, radio AM/FM et feux de circulation diurne, entre autres. Pour les climats plus froids, un appareil de chauffage au carburant était standard, qui fonctionne avec du carburant diesel à partir d'un réservoir de 6,4 L. L'appareil de chauffage fonctionne lorsque la température ambiante tombe en dessous de 3 °C.
Étant donné que les performances des batteries varient considérablement en fonction de la température, la pompe à chaleur fournit un refroidissement aux batteries pendant la charge lorsque cela est nécessaire. La recirculation passive de l'air est utilisée pendant le cycle de conduite pour égaliser les variations de température de la batterie. La pompe à chaleur peut être activée pendant le cycle de conduite dans des conditions extrêmes de surchauffe de la batterie supérieures à 66 °C, généralement en raison d'une décharge extrême de la batterie.

## Ventes
Contrairement à l'EV1, sur les 492 S-10EV assemblés, environ 60 ont été vendus à des clients de flotte, plutôt que d'être simplement loués par le biais de programmes restrictifs, principalement en raison des évaluations antérieures du Département des transports sur la résistance aux chocs effectuées sur les pick-ups S-10 en stock. En conséquence, quelques S-10 électriques peuvent encore être utilisés aujourd'hui. La durée de vie de bon nombre de ces modèles de flotte s'est terminée en 2007 et 2008. Les véhicules (environ 440) qui n'ont pas été vendus ont finalement été envoyer à la casse, comme le sort de leurs sœurs EV1.

## Utilisations récentes
En 2004, GM a converti un S-10 EV en traction arrière, en utilisant des prototypes de moteurs électriques dans les roues au lieu d'un moteur sous le capot.